# Paul Boutin (ingénieur du son)
Pour les articles homonymes, voir Paul Boutin et Boutin.
Paul Boutin (né en 1970) est un ingénieur du son français établi en Californie. Il a travaillé sur de nombreux albums régulièrement nommés aux Grammy Awards au cours des dernières décennies.
Depuis 1995, il collabore avec le producteur et auteur/compositeur/interprète américain Kenneth « Babyface » Edmonds au sein du studio Brandon’s Way Recording à Los Angeles.
Paul Boutin est directement impliqué dans la réalisation de soixante disques d’or et de platine en assurant l’enregistrement et le mixage de chansons interprétées par les plus grands artistes internationaux : Michael Jackson, Whitney Houston, Barbra Streisand, Céline Dion, John Legend, Aretha Franklin, Mariah Carey, Stevie Wonder, Phil Collins, Fall Out Boy, John Mellencamp, Lionel Richie, Alicia Keys, Janet Jackson, Boyz II Men, Toni Braxton, Backstreet Boys, Usher, TLC, N'Sync, Ariana Grande, Pink, Jamie Foxx, Anita Baker, Mary J. Blige et Patti LaBelle …
En 2015, il remporte un Grammy Award dans la catégorie « Meilleur album R&B » pour l’enregistrement et le mixage du disque Love, Marriage and Divorce de Toni Braxton & Babyface. Paul Boutin a également obtenu deux autres nominations aux Grammy Awards en 1999 et 2018.

## Début de carrière
Paul Boutin est né en 1970 à Paris. Il grandit à Plaisir (Yvelines) puis suit des études de génie biologique avant de partir en 1991 aux États-Unis. Il intègre la prestigieuse école de musique Berklee à Boston où il se spécialise au sein du département « Music Production & Engineering ».
Paul Boutin s’installe à Los Angeles en 1995 et débute comme ingénieur du son assistant dans les studios Paramount et Chambers à Burbank (Californie).
Au cours de l’été 1995, Rose Mann l’engage dans le studio Record Plant à Los Angeles. Pendant près d’un an, il travaille dans ce studio et assiste les ingénieurs Brad Gilderman et Humberto Gatica lors de sessions d’enregistrement et de mixage pour Céline Dion, Liza Minnelli et Babyface.  Cette période se révèle décisive pour la suite de sa carrière. Paul Boutin va travailler aux côtés de réalisateurs et d’ingénieurs renommés. Par ailleurs, il se retrouve immédiatement impliqué dans deux projets ambitieux qui vont connaître un grand succès aux États-Unis et dans le monde entier : l’album Falling into You de Céline Dion (assistant sur les singles Because You Loved Me et All by Myself) et celui de la bande originale du film Waiting to Exhale interprété par les plus grandes chanteuses de R&B des années 90 et réalisé par Babyface.
En 1996, Kenneth « Babyface » Edmonds fait construire son propre studio privé Brandon’s Way Recording qui est inauguré au cours du printemps. Dans la continuité de leur première collaboration sur Waiting To Exhale, il sollicite  Paul Boutin afin d’intégrer la nouvelle structure. Celui-ci officie tout d’abord aux côtés des techniciens Brad Gilderman et Jon Gass pour les albums de Toni Braxton, Babyface et du groupe Az Yet. Après ces projets, Paul Boutin devient l’ingénieur principal du studio.

## Années 1990-2000

### Albums et singles
Au cours de cette période, Babyface est l’un des réalisateurs les plus demandés de l’industrie musicale. Il constitue une équipe solide afin de garantir la qualité de ses productions. En devenant son principal collaborateur technique, Paul Boutin travaille au quotidien avec des musiciens de référence : Nathan East (basse), Greg Phillinganes (piano et claviers), Michael Thompson (guitare), Sheila E. (percussions) et Ricky Lawson (batterie).
À partir de 1996, Paul Boutin va ainsi participer à des projets musicaux majeurs et travailler avec les plus grands artistes internationaux (enregistrement et mixage). Un grand nombre de ces disques (singles, albums) ont été certifiés or et platine dans le monde entier avec de multiples nominations aux Grammy Awards dans différentes catégories. Parmi ces albums certifiés aux États-Unis par la RIAA avec une contribution significative de Paul Boutin, on citera notamment :
- Evolution des Boyz II Men (1997) avec notamment le single A Song For Mama. Album nommé aux Grammy Awards 1998 dans la catégorie « Meilleur album R&B »[7].
- My Way de Usher (1997)
- Cool Relax de Jon B. (1997)
- My Love Is Your Love de Whitney Houston (1998), album nommé aux Grammy Awards 2000 dans la catégorie « Meilleur album R&B »[7].
- Mary de Mary J. Blige (1999) avec la chanson Don't Waste Your Time nommée aux Grammy Awards 2000 dans la catégorie « Meilleure prestation vocale R&B par un duo/groupe ».
- FanMail de TLC (1999), album nommé aux Grammy Awards 2000 dans la catégorie « Meilleur album de l’année »[8] et lauréat pour le « Meilleur album R&B »[7].
- Can’t Take Me Home de Pink (2000) avec notamment le single Most Girls.
- The Heat de Toni Braxton (2000), album nommé aux Grammy Awards 2001 dans la catégorie « Meilleur album R&B »[7].
- Luther Vandross de Luther Vandross (2001)
- Just Whitney de Whitney Houston (2002) avec le single Try It On My Own.
- Thankful de Kelly Clarkson (2003)
- Words & Music de John Mellencamp (2004) avec les deux chansons inédites Walk Tall et Thank You.
- Infinity on High de Fall Out Boy (2007) avec notamment le single Thnks fr the Mmrs.
- The Makings Of A Man de Jaheim (2007)

Paul Boutin est également impliqué (enregistrement, mixage) dans les albums Invincible de Michael Jackson (2001) et Damita Jo de Janet Jackson (2004). Il est crédité en tant qu’ingénieur sur le titre True Colors interprété par Phil Collins en 1998 (seule chanson inédite de la compilation Hits).
Enfin, à partir de la fin des années 1990, l'ingénieur supervise la dimension technique de tous les albums solo de Babyface : Christmas With Babyface (1998),  Face2Face (2001), Grown & Sexy (2005) et surtout Playlist (2007) avec l'enregistrement et le mixage de la totalité de l'album.

### Bandes originales de films et télévision
Après ses débuts comme assistant sur l’album du film Waiting to Exhale avec Whitney Houston en 1995 (sept fois disque de platine aux États-Unis), le travail de Paul Boutin a concerné plusieurs autres bandes originales de films avec principalement Soul Food (1997, double disque de platine) et Josie and the Pussycats (2001, disque d’or). Pour ce dernier projet, Paul Boutin se confronte à un son résolument rock & roll après s’être spécialisé dans les productions R&B depuis le début de sa carrière. Cette expérience se prolongera quelques années plus tard en collaborant avec les groupes de rock Fall Out Boy et The 88.
L’ingénieur a également enregistré le duo médiatique When You Believe (Whitney Houston & Mariah Carey, Le Prince d'Égypte, 1998) et le titre How Can I Not Love You (Joy Enriquez, Anna et le Roi, 1999). Cette dernière chanson a été nommée aux Golden Globes Awards en 2000  dans la catégorie « Meilleure chanson originale ».
Paul Boutin a ensuite contribué aux bandes originales des films Hav Plenty (1998), Simon Birch (1998), Light It Up (1999), Duets (2000), Showtime (2002), Mr. 3000 (2004) et Légendes Vivantes (Anchorman 2, 2013). En 1996, il participe comme ingénieur assistant à la chanson On The Line produite par Babyface et interprétée par Michael Jackson. Cette chanson figure dans le film Get On The Bus réalisé par Spike Lee mais n’apparaît pas dans l’album de la bande originale.
Par ailleurs, il a travaillé pour la télévision avec l’enregistrement de la chanson The Way Love Goes (Al Green & Babyface) qui constituait le générique de la série télévisée Soul Food (dérivée du film du même nom). Ce titre est d’ailleurs nommé aux Emmy Awards 2001  dans la catégorie « Meilleure chanson de générique ».
En outre, Paul Boutin a collaboré avec de nombreux candidats d’American Idol (version moderne de télé-crochet) entre 2003 et 2006 avec une implication technique dans des chansons interprétées par Kelly Clarkson, Justin Guarini, Ruben Studdard (notamment le single disque d’or Flying Without Wings), Fantasia Barrino et Katharine McPhee.

### Projets spécifiques et réalisation
En 2004, l’ingénieur enregistre la chanson Wake Up Everybody (reprise de Harold Melvin & the Blue Notes) réalisée par Kenneth "Babyface" Edmonds et interprétée par de nombreux chanteurs et rappeurs (Brandy, Wyclef Jean, Missy Elliott, Musiq, Jaheim, Monica, Faith Evans, Akon et Jamie Foxx, entre autres). En pleine campagne des élections présidentielles américaines, ce titre appelle les jeunes américains à aller voter et remplir leur devoir de citoyen.
En 2008, Paul Boutin sillonne les États-Unis pour enregistrer et mixer le titre Just Stand Up ! (double disque de platine) interprété par un collectif de chanteuses formé notamment de Beyoncé, Rihanna, Mariah Carey, Sheryl Crow, Fergie, Mary J. Blige, Natasha Bedingfield, LeAnn Rimes, Keyshia Cole, Leona Lewis et Carrie Underwood. Réalisée par Kenneth « Babyface » Edmonds et Antonio L.A. Reid, la chanson Just Stand Up est interprétée en direct lors du téléthon « Stand Up to Cancer ». Elle crée l’événement avec la présence de toutes les chanteuses réunies.
Parallèlement à ses activités d’ingénieur du son, il a également réalisé toutes les chansons de l’album One Less Dream des Morris Brothers (2007, Miles High Records). L’ingénieur réalise, enregistre et mixe cet album où il s’implique aussi en tant que musicien (piano, claviers, percussions).

## Discographie récente: années 2010
À partir de la fin des années 2000, l’activité de Paul Boutin est de plus en plus consacrée au mixage. À Brandon’s Way, il collabore toujours avec Babyface mais aussi avec d’autres producteurs comme Antonio Dixon et The Rascals.
Voici une liste d’albums récents qui contiennent de nombreuses chansons enregistrées et mixées par Paul Boutin :
- 2010 : The Letter de Avant
- 2011 : Fly On The Wall de Bobby V et Twenty des Boyz II Men
- 2011 : Back To Love d’Anthony Hamilton avec notamment la chanson Pray For Me nommée aux Grammy Awards 2013 dans la catégorie « Meilleure chanson R&B ».
- 2012 : Girl On Fire d’Alicia Keys, certifié disque d'or aux États-Unis en janvier 2013 et récompensé par un Grammy Award dans la catégorie « Meilleur album R&B ».
- 2013 : Yours Truly (certifié disque de platine aux États-Unis en mars 2016) et Christmas Kisses d’Ariana Grande
- 2013 : Loved Me Back to Life de Céline Dion avec notamment le titre At Seventeen
- 2014 : Love, Marriage and Divorce  de Toni Braxton & Babyface avec notamment le single Hurt You[16] qui connaît le succès sur le format radio américain Urban AC[17].
- 2014 : Forever Yours de Smokie Norful. L’album est nommé aux Grammy Awards 2015 dans la catégorie « Meilleur album Gospel ».
- 2014 : Gypsy Heart de Colbie Caillat et Aretha Franklin Sings The Great Divas Classics[18]
- 2014 : Partners de Barbra Streisand
- 2014 : Beautiful (Platinum Edition) de Jessica Mauboy avec le mixage des deux titres inédits dont Can I Get A Moment (disque de platine en Australie certifié par l’ARIA[19]).
- 2014 : Game Changer de Johnny Gill
- 2015 : Free TC de Ty Dolla Sign, Right Here, Right Now de Jordin Sparks et Nine de Samantha Jade avec le single Shake That (collaboration avec Pitbull)
- 2015 : Return of the Tender Lover de Babyface
- 2016 : Timeless de After 7
- 2017 : Johnny Mathis Sings the Great New American Songbook
- 2018 : Sex and Cigarettes de Toni Braxton avec notamment la chanson Long as I Live co-écrite, co-produite et mixée par Paul Boutin. Le titre obtient deux nominations aux Grammy Awards en 2018 (meilleure chanson R&B, meilleure performance R&B)[20] et se classe à la première place du classement Billboard Adult R&B.
- 2018 : This Christmas Day de Jessie J

Concernant Love, Marriage & Divorce (2014), Toni Braxton rend un hommage appuyé au travail de Paul Boutin dans le livret du disque. L’album est d’ailleurs récompensé en 2015 par un Grammy Award dans la catégorie « Meilleur album R&B ». Ce disque est entièrement enregistré et mixé par Paul Boutin qui est officiellement lauréat avec les deux interprètes.
Pour Partners (2014), Paul Boutin contribue aux duos de Barbra Streisand avec Babyface, Lionel Richie, John Legend, Stevie Wonder et Blake Shelton. Numéro 1 des ventes américaines en septembre 2014 et certifié disque de platine par la RIAA en janvier 2015, l’album est nommé aux Grammy Awards 2015 dans la catégorie « Meilleur album Pop vocal traditionnel ». L'ingénieur participe à un album historique pour la chanteuse : elle devient la première artiste à placer un album en tête des ventes du Billboard au cours de six décennies consécutives.
En 2015, il est personnellement concerné par trois albums nommés aux Grammy Awards dans les catégories Pop, R&B et Gospel.
En 2018, Paul Boutin assure la production vocale, l'enregistrement et le mixage de Sex and Cigarettes, le huitième album studio de Toni Braxton. Cet album est nommé aux Grammy Awards dans la catégorie « Meilleur album de R&B ».